# Karl Kühn (Radsportler)
Karl Kühn (* 9. März 1904 in Krems an der Donau; † 24. Juli 1986 in Graz) war ein österreichischer Radrennfahrer.

## Sportliche Laufbahn
Bei den Olympischen Sommerspielen 1936 in Berlin schied er  im olympischen Straßenrennen beim Sieg von Robert Charpentier aus. Die österreichische Mannschaft belegte in der Mannschaftswertung den 5. Rang.
Die Semperit-Rundfahrt (ein Vorläufer der späteren Österreich-Rundfahrt) gewann er 1933 vor Josef Pampl. 1934 siegte er vor Johann Mayr und 1935 gewann er erneut, diesmal vor Eugen Schnalek. Kühn startete für den Verein Tabakregie SV Wien.